# Elophila palliolatalis
Elophila palliolatalis is een vlinder uit de familie van de grasmotten (Crambidae), uit de onderfamilie van de Acentropinae. De wetenschappelijke naam van deze soort is voor het eerst gepubliceerd in 1890 door Charles Swinhoe.
De soort komt voor in Myanmar.